# Flora Martínez
Flora Martinez (sinh ngày 1 tháng 11 năm 1977) là một nữ diễn viên điện ảnh và truyền hình người gốc Canada-Colombia, nổi tiếng với vai diễn trong phim Rosario Tijeras. Martinez được đề cử giải Goya cho phim nước ngoài tiếng Tây Ban Nha xuất sắc nhất năm 2005.

## Tiểu sử
Martinez được sinh ra ở Montreal với một người mẹ Canada và một người cha Colombia, và lớn lên ở Bogotá và Bắc Vancouver. Cô đã bắt đầu sự nghiệp của mình trên truyền hình ở Colombia với sự xuất hiện trong các telenovelas như Mambo (1994), Maria Bonita (1995), và La Otra Mitad del Sol (1995). Cô cũng trở thành công dân Canada và nói thông thạo tiếng Pháp, tiếng Tây Ban Nha và tiếng Anh.
Cô từng học tại Nhạc viện Actors ở thành phố New York từ năm 1997 đến năm 1999. Năm 1999, cô xuất hiện trong bộ phim đầu tiên của cô, Soplo de Vida, do đạo diễn người Colombia Luis Ospina, vai diễn đã giúp cô đoạt giải Nữ diễn viên xuất sắc nhất tại Liên hoan phim Biarritz. ở Pháp.

Martinez từng đóng vai chính trong Câu lạc bộ Lolita (2007), được đạo diễn bởi nhà làm phim Tây Ban Nha nổi tiếng có tên là Vicente Aranda. Cô cũng được biết đến trong ngành công nghiệp điện ảnh vì đã làm việc trong các bộ phim như I'm With Lucy (2002), đạo diễn bởi Jon Sherman, và Violet of Thousand Colors (2005), đạo diễn bởi Harold Trompetero. Gần đây cô cũng đóng vai chính là nhân vật La Bruja ("The Witch").